# Volkssänger
Volkssänger, op. 119, är en vals av Johann Strauss den yngre. Den spelades första gången den 30 augusti 1852 i Wien.

## Historia
Valsens titel är en hyllning till de kringresande sångare, både manliga och kvinnliga, som drog land och rike kring med en repertoar av inte bara genuina "Wienerlieder" (populära sånger från Wien) men även sånger som byggde på samtida dansmelodier till vilka sångarna skrev egna texter. På detta sätt hjälpte sångare som Anna Ulke, Johann Fürst och Johann Baptist Moser till med att sprida och popularisera dansmusiken av Wiens kompositörer.
Johann Strauss skrev valsen Volkssänger till en årlig kyrkfest i förorten Hernals. Han dirigerade själv musiken vid premiären den 30 augusti 1852 i Ungers Casino. Lokalen bestod bland annat av en stor och vacker trädgård, samt en danshall där folket dansade fram till tre på morgonen. Tidningen Theaterzeitung skrev om valsen den 1 september: "Denna hans senaste komposition är utsökt i titelvalet. Den innehåller genuina, livfulla melodier, folksånger, charmiga, pikanta teman, briljant instrumenterade och överglänsande hans tidigare kompositioner inte bara i melodik men även i känsla. --- Det är begripligt att Strauss fick ta om valsen fem gånger till stormande applåder. Det blir mer och mer uppenbart att denna otröttligt energiske maestro saknar rivaler. Han åtnjuter publikens omspännande välvilja".
Valsen behöll sin popularitet och bland dess beundrare fanns dirigenten Hans von Bülow. Den 2 juni 1889 skrev han till Johannes Brahms i samband med dennes konsert i Hamburg: "Jag har planerat programmet efter lokala villkor. Endast tyska namn, varken tungt eller förlegat - varje dag ett större eller mindre stycken av dig och Mendelssohn - samt en sinfonietta av hamburgaren [C.P.E.] Bach; hur som helst, som höjdpunkt två gamla valser av Strauss den yngre: Volkssänger och Phönix-Schwingen". I själva verket var Phönix-Schwingentillägnad von Bülow, komponerad 1853, samma år som Strauss framförde marschen från von Bülows mellanaktsmusik till Julius Caesar - en av flera kompositioner av von Bülow som Strauss tog in i sin repertoar.

## Om valsen
Speltiden är ca 8 minuter och 12 sekunder plus minus några sekunder beroende på dirigentens musikaliska tolkning.

## Weblänkar
- Dynastin Strauss 1852 med kommentarer om Volkssänger.
- Volkssänger i Naxos-utgåvan.